# Bolinopsis rubripunctata
Bolinopsis rubripunctata är en kammanetart som beskrevs av Takasi Tokioka 1964. Bolinopsis rubripunctata ingår i släktet Bolinopsis och familjen Bolinopsidae. Inga underarter finns listade i Catalogue of Life.